# Ochroptera jejuna
Ochroptera jejuna är en skalbaggsart som först beskrevs av Johann Christoph Friedrich Klug 1832.  Ochroptera jejuna ingår i släktet Ochroptera och familjen långhorningar.
Artens utbredningsområde är Madagaskar. Inga underarter finns listade i Catalogue of Life.